# Umberto Di Grazia
Umberto Di Grazia (Viterbo, 5 settembre 1941) è un attore italiano.

## Biografia
Negli anni '60 si iscrive al biennio di recitazione del centro sperimentale di cinematografia di Roma, conseguendo il relativo diploma nel 1967. Nello stesso anno inizia la sua carriera interpretando la parte del cittadino Sogo nel film Barbarella diretto da Roger Vadim.

## Filmografia
- Barbarella, regia di Roger Vadim (1967)
- Un tranquillo posto di campagna, regia di Elio Petri (1968)
- Joe... cercati un posto per morire!, regia di Giuliano Carnimeo (1968)
- Corri uomo corri, regia di Sergio Sollima (1968)
- Il suo nome gridava vendetta, regia di Mario Caiano (1968)
- Banditi a Milano, regia di Carlo Lizzani (1968)
- Oggi a me... domani a te!, regia di Tonino Cervi (1968)
- È stato bello amarti, regia di Adimaro Sala (1968)
- Sentenza di morte, regia di Mario Lanfranchi (1968)
- La battaglia d'Inghilterra, regia di Enzo Castellari (1969)
- Nerosubianco, regia di Tinto Brass (1969)
- La pelle a scacchi (Il distacco), regia di Adimaro Sala (1969)
- Ehi amigo... sei morto!, regia di Paolo Bianchini (1970)
- L'oro dei Bravados, regia di Giancarlo Romitelli (1970)
- Tempo d'immagini, regia di Adimaro Sala (1970)
- C'è Sartana... vendi la pistola e comprati la bara!, regia di Giuliano Carnimeo (1970)
- I girasoli, regia di Vittorio De Sica (1970)
- Ciakmull - L'uomo della vendetta, regia di Enzo Barboni (1970)
- Roma bene, regia di Carlo Lizzani (1971)
- Quando gli uomini armarono la clava e... con le donne fecero din don, regia di Bruno Corbucci (1971)
- Il furto è l'anima del commercio!?..., regia di Bruno Corbucci (1971)
- Vivi ragazza vivi, regia di Lorenzo Artale (1971)
- Uccidi Django... uccidi per primo!!!, regia di Sergio Garrone (1971)
- Meo Patacca, regia di Marcello Ciorciolini (1972)
- La rossa dalla pelle che scotta, regia di Renzo Russo (1972)
- Decameron nº 2 - Le altre novelle del Boccaccio, regia di Mino Guerrini (1972)
- All'onorevole piacciono le donne, regia di Lucio Fulci (1972)
- Ettore lo fusto, regia di Enzo Castellari (1972)
- Gli ordini sono ordini, regia di Franco Giraldi (1972)
- Grazie signore p..., regia di Renato Savino (1972)